# Gonzol
Gonzol ist eine Ortschaft und eine Parroquia rural („ländliches Kirchspiel“) im Kanton Chunchi der ecuadorianischen Provinz Chimborazo. Die Parroquia besitzt eine Fläche von 31,88 km². Die Einwohnerzahl lag im Jahr 2010 bei 1729.

## Lage
Die Parroquia Gonzol liegt in den Anden. Gonzol befindet sich knapp 9 km ostnordöstlich des Kantonshauptortes Chunchi auf einer Höhe von 2750 m. Die Fernstraße E35 (Alausí–Chunchi) führt 2 km weiter nördlich an Gonzol vorbei. Das Areal liegt am Nordhang des 3895 m hohen Cerro Malpán. Im Norden reicht das Verwaltungsgebiet hinab bis zu dem nach Westen fließenden Río Chanchán (im Oberlauf auch Río Guasuntos).
Die Parroquia Gonzol grenzt im Osten an die Parroquia Sevilla (Kanton Alausí), im Süden und im Westen an die Parroquia Chunchi, im Nordwesten an die Parroquia Pistishi (Kanton Alausí) sowie im Norden an die Parroquia Alausí (Kanton Alausí).

## Geschichte
Die Diözese Cuenca erhob Gonzol im Oktober 1847 zu einer kirchlichen Pfarrei. Am 29. Mai 1861 wurde die (weltliche) Parroquia Gonzol im Kanton Alausí gegründet. Am 15. August 1915 spaltete sich die Caserío San Pablo ab und bildet seither die Parroquia Sevilla. Im Juni 1945 wurde bei einer Volksabstimmung für den Anschluss an den Kanton Chunchi gestimmt.